# Christian Heinrich Friedrich Peters
Christian Heinrich Friedrich Peters fue un astrónomo alemán. Nació en el 19 de septiembre de 1813 en Coldenbüttel, Schleswig-Holstein (en el norte de Alemania). Estudió astronomía y matemáticas en la universidad de Berlín con el astrónomo Johann Franz Encke (descubridor del cometa que lleva su nombre) y fue asistente de Carl Friedrich Gauss en Gotinga.
En 1838 se trasladó a Sicilia para dedicarse a trabajos geodésicos y fue nombrado director del departamento de aquel país, pero en 1848 fue desterrado por simpatizar con los sublevados sicilianos, uniéndose a estos y tomando parte en los combates con el grado de mayor. Después de la toma de Palermo huyó a Francia para pasar después a Constantinopla. En 1854 se trasladó a Estados Unidos. Trabajó en el observatorio de la universidad Harvard y en el observatorio Dudley en Albany (Nueva York) y en 1858 fue nombrado director del observatorio Litchfield, en Clinton (Nueva York).
Peters fue un astrónomo famoso porque desde 1861 hasta 1889 descubrió 48 asteroides (como el (72) Feronia, y el (145) Adeona), y porque generó excelentes cartas estelares. Murió el 18 de julio de 1890.